# Кривянский район
Кривянский район Ростовской области — административно-территориальная единица в составе Ростовской области РСФСР, существовавшая в 1938—1944 годах. Административный центр — станица Кривянская.

## История
Кривянский район (с центром в станице Кривянской) был образован в конце 1938 года в составе Ростовской области.
В 1944 году Кривянский район был упразднён, а его территория отошла в Новочеркасский район.